# Лейн (ураган, 2006)
Ураган Лейн (англ. Hurricane Lane) - був тринадцятим названим штормом, дев'ятим ураганом, і шостим великим ураганом в 2006 році Тихоокеанського сезону ураганів. Найсильніший Тихоокеанський ураган, який зробив зсув в Мексиці після урагану Кенна в 2002, утворився 13 вересня з тропічної хвилі на південь від Мексики. Він рухався на північний захід, паралельно узбережжю Мексики, і поступово посилився в області, що була сприятлива подальшому зміцненню. Після повороту на північний схід, ураган досяг пікових вітрів 125 миль на годину (205 км/г), і обрушився в штаті Сіналоа на піку своєї сили. Він швидко послабшав і розсіявся 17 вересня, а пізніше приніс опади у південній частині американського штату Техас.
На своєму шляху Лейн призвів до чотирьох смертей і помірної шкоди. Пошкодження були найважчими в штаті Сіналоа, де ураган піднявся на берег, у тому числі завдав великої шкоди врожаю. По всій Мексиці, за підрахунками, від урагану постраждали 4320 будинків, і приблизно 248 000 людей. Середню повінь було зареєстровано в Акапулько, внаслідок чого в деяких районах утворилися грязьові зсуви. Збиток по країні склав 2,2 млрд $ (2006 мексиканських песо), або 206 млн $ (2006 доларів США, або 218 млн доларів США у 2010 році).

## Метеорологічна історія

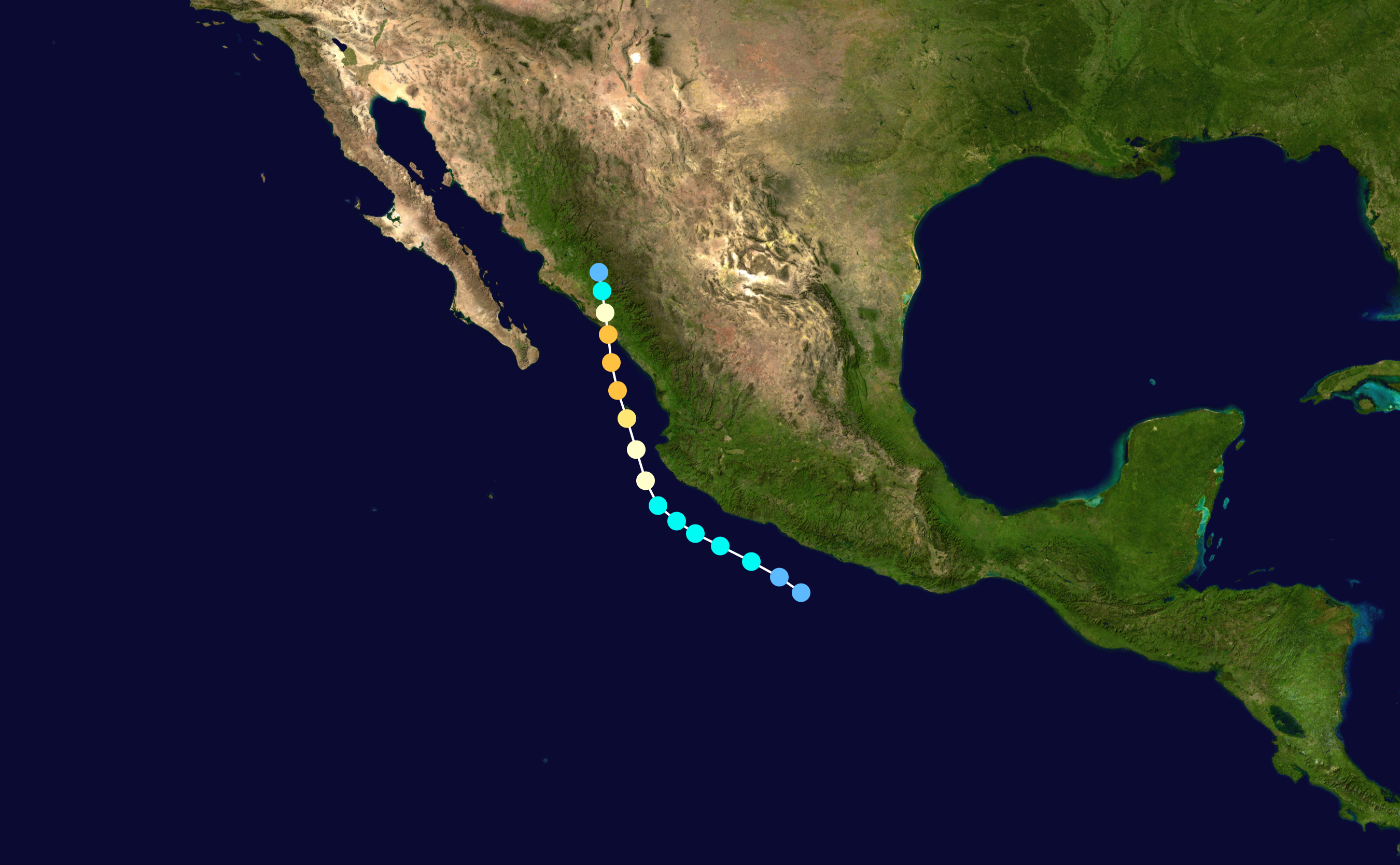

Тропічна хвиля рухалася біля узбережжя Африки 31 серпня 2006 року. Вона перемістилася на захід без змін, і увійшла в східній частині Тихого океану 10 вересня. Площа конвекції розвинулася вздовж осі хвилі, кілька сотень миль на південь від затоки Теуантепек. Вона повільно рушила на Захід і послідовно розвивалася. Особливості конвекції та діапазону, утворилася навколо розвиваючого центру, і система перетворилася на тринадцяту тропічну депресію 13 вересня. Система продовжувала утворюватися і зміцнюватися в тропічний шторм рано 14 вересня в близько 90 милях (145 км) від узбережжя Мексики. На основі потенційно розвиваючого антициклону над штормом та курсом над температурою теплої води, модель статистичної схеми прогнозування інтенсивності ураганів випустила 46-відсоткову ймовірність щодо швидкого посилення шторму.

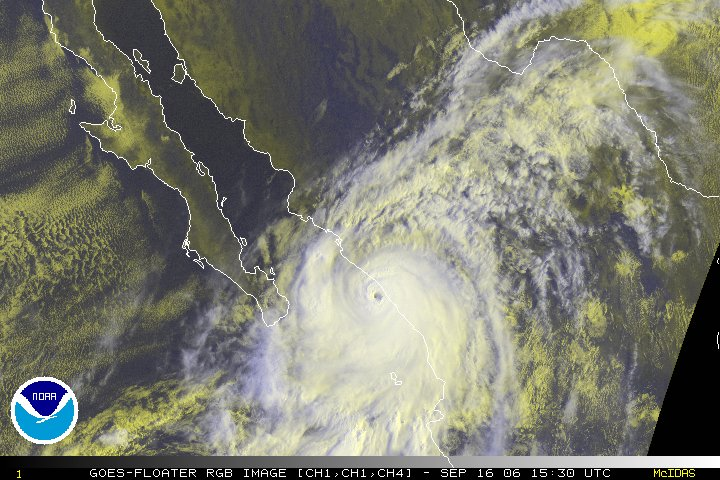
Ураган Лейн на піку інтенсивності незадовго до виходу на берег

Лейн продовжував ставати все краще організованим, з глибокою конвекцією розвиваючись в центральній щільній хмарності і цілком певний відтік у західній частині грози. Пізно ввечері 14 вересня, око циклону почало розвиватися на невеликій відстані від мексиканського узбережжя. Лейн продовжував зміцнюватися як виявилося ще на півночі північного заходу, рух виник через шторм рухаючись навколо західної периферії середнього рівня хребта над Мексикою. Виходячи з повідомлень від розвідувальних літаків, Лейн був підвищений до статусу урагану 15 вересня, приблизно в 40 милях (65 км) на захід від північного заходу від Кабо Корріентес, Халіско. Згодом він швидко зміцнився, і через шість годин досяг вітрів 105 миль в годину (165 км/год), ставши ураганом 2 категорії за шкалою Саффіра — Сімпсона. Пізніше того дня, на 10 миль (16 км) в широке око перетнуло Іслас Мариас. На початку 16 вересня, Лейн зміцнився на ураган зі швидкістю 115 миль на годину (185 км/год), всього в 50 милях (85 км) від узбережжя Мексики, ставши шостим головним ураганом сезону.
Ураган Лейн продовжував організовувати з його 9 милями (14 км) в широке око, оточений дуже глибокою конвекцією, і шторм далі зміцнювався досягаючи пікових вітрів 125 миль на годину (205 км/г) до полудня 16 вересня. Він несподівано повернув на північний схід, і 1915 року (за Всесвітнім координованим часом) 16 вересня, ураган Лейн здійснив спуск в малонаселеному районі штату Сіналоа, 20 миль (32 км) на південний схід від Ель-Дорадо. Це зробило Лейна найінтенсивнішим ураганом, який вразив Мексику після урагану Кенна у 2002 році. Поєднання гірської місцевості Мексики і збільшення західно-південно-західного зсуву вітрів призвела до швидкого ослаблення шторму, і буря розсіялася 17 вересня. Залишки Лейн пізніше перемістилися в штат Техас, США.

## Підготовка
Завдяки проєктованому шляху Лейн поблизу західного узбережжя Мексики влада закрила порти для малих човнів у містах Акапулько. Протягом декількох тижнів після того, як ураган Джон взяв аналогічний шлях по цій території, кілька туристів добровільно залишили свої відпустки, щоб полетіти додому. Багато жителів підняли будівлі та купували матеріали урагану під час підготовки до шторму. Чиновники також закрили школи в штаті Герреро.  Загалом 40 400 туристів були евакуйовані з берегової лінії Мексики. За даними Secretaría de Gobernación, за якою працює Мексиканська служба цивільного захисту, у всій Мексиці було 25,5 мільйонів будинок та 21 мільйон людей у 21 штаті яким загрожував ураган. Як наслідок, органи влади евакуювали близько 2000 людей до пунктів допомоги при надзвичайних ситуаціях.
Коли Лейн наближався до берегової лінії, всі морські порти між Мічоакан і Сіналоа були закриті, а служба Meteorológico Nacional (Мексика) (національна метеорологічна служба, на іспанській) попереджала населення про загрозу повені та зсуви. Коли ураган дістався берега, уряд штату Сіналоа видав надзвичайний стан для муніципалітетів в Аоме, Гуасаве, Ангостура, Сальвадор Альварадо, Кульякан, Наволато, Элота, Сан-Ігнасіо і Мазатлан. Прихід урагану спричинив закриття декількох рейсів у міжнародному аеропорту генерала Рафаеля Буельна у Мазатлан, Сіналоа.
Перед входом в зону, в США Національна служба погоди випустила комітет за спостереженням потопу для великих частин Техасу через залишки Лейн.

## Вплив
| Ураган    | Рік  | Швидкість вітру       | Пос.   |
| --------- | ---- | --------------------- | ------ |
| Патрісія  | 2015 | 150 миль (240 км/год) | [ 25 ] |
| Мейдлайн  | 1976 | 145 миль (230 км/год) | [ 26 ] |
| Інікі     | 1992 | 145 миль (230 км/год) | [ 27 ] |
| Твелф     | 1957 | 140 миль (220 км/год) | [ 28 ] |
| «Мексіко» | 1959 | 140 миль (220 км/год) | [ 28 ] |
| Кенна     | 2002 | 140 миль (220 км/год) | [ 29 ] |
| Олівія    | 1967 | 125 миль (205 км/год) | [ 28 ] |
| Tiкo      | 1983 | 125 миль (205 км/год) | [ 30 ] |
| Лейн      | 2006 | 125 миль (205 км/год) | [ 31 ] |
| Оділ      | 2014 | 125 миль (205 км/год) | [ 32 ] |
| Вілла     | 2018 | 120 миль (195 км/год) | [ 33 ] |
| Олівія    | 1975 | 115 миль (185 км/год) | [ 34 ] |
| Ліза      | 1976 | 115 миль (185 км/год) |        |
| Kiкo      | 1989 | 115 миль (185 км/год) | [ 35 ] |

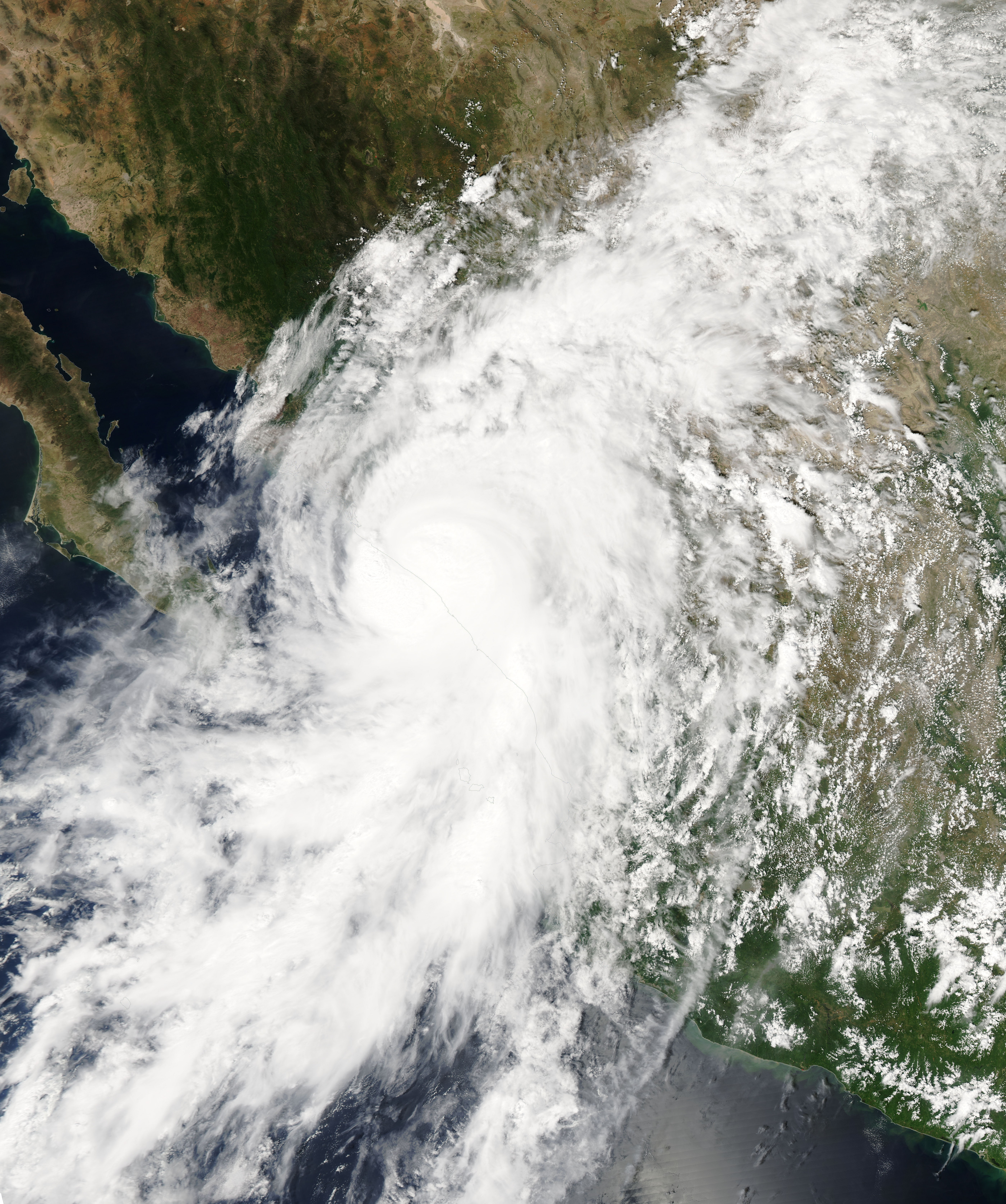
Лейн дістається берегу в Сіналоа

У Акапулько, шторм викликав сильні хвилі і сильний дощ, залишаючи на прибережних вулицях до 16 дюймів (405 мм) води. Сильна злива затопила 200 будинків і спричинила обвал, в результаті чого загинув семирічний хлопчик. Повінь також сталася в аеропорті Акапулько, хоча обслуговування не переривалося. Офшори, сильні хвилі перекинули човен, в результаті втративши одну людину. Рясні опади у порту Ласаро-Карденас, Мічоакан, переповнили канал, змусивши понад 500 осіб покинути свої будинки. 500 акрів (2 км2) посівів були знищені ураганом Лейн в Мічоакані. Збиток у дорозі і аеропорті в Колимі склав близько 30 млн $ (2006 мексиканських песо, 2,7 млн 2006 доларів США). У Кайон-де-Пенья, Халіско, кількість опадів становила до 7,36 дюйма (187 мм). Одна людина загинула в Пуебло Унидос будучи збитим з ніг сильним вітром. У містіХаліско, 109 осіб були змушені залишити свої домівки через зсуви і проливні дощі.
В Ель-Дорадо, штат Сіналоа, недалеко від місця, де шторм дістався берега, ураган вимив дороги та знищив багато хитних будинків. Сильний вітер повалив електрик вежі, дерева і дорожні знаки, залишаючи багатьох людей без живлення. У Масатлане, на південному сході, де Лейн рушив на берег, ураган викликав сильні вітри і зливи, що спричинили повені і перебої з електрикою на вулиці. Загроза урагану змусила скасувати парад до дня незалежності. Між Мазатлан і столицею штату Кулиакане, ураган зруйнував міст, залишивши десятки фур. У Кулиакан, один чоловік помер, в'їхавши на машині в річку, в той час як були затоплені кілька вулиць через шторм. В Сіналоа, кілька пошкоджених доріг залишили багато поселень відірваних від решти країни. Лейн завдав серйозної шкоди сільському господарству в державі, можливо, досягаючи $600 млн. (2006 мексиканських песо, 55 млн 2006 доларів США). Ураган також пошкодив водоочисні споруди і систем розподілу в кількох поселеннях, що спонукало секретаріат охорони здоров'я  оголосити санітарне оповіщення в Сіналоа. Збитки в Сіналоа склали близько $1,2 млрд (2006 мексиканських песо), $109,3 млн. (2006 доларів).
По всій Мексиці, ураган Лейн вбив чотири людини. Приблизно 4,320 будинки і 248,000 людей постраждали від урагану. Системи водопостачання були пошкоджені в дев'яти муніципалітетах, залишивши тисячі людей тимчасово без води. Всього в 19,200 миль (30,000 км) доріг і магістралей були певним чином пошкоджені, в тому числі зруйновані мости. В цілому, збитки в країні спричинені ураганом становили приблизно $2,2 млрд (2006 мексиканських песо, $203 млн 2006 USD). У Сполучених Штатах, залишки урагану Лейн принесли опади в Південній частині Техасу.

## Наслідки
На наступний день після урагану Лейн, більшість евакуйованих людей повернулися у свої будинки, щоб почати процес очищення. Деякі туристи, які залишились в зоні урагану, продовжили свою відпустку, в той час як інші намагалися покинути зону. Федеральний уряд оголосив надзвичайний стан у дев'яти муніципалітетів в Сіналоа, дозволивши спеціальним фондам надати допомогу постраждалому населенню. Вертольоти були використані для того, щоб розподілити продукти і знайти загублених жителів. Уряд створив три тимчасові притулки в Мазатлан для 360 осіб і трьох притулків в Кулиакан для близько 1000 постраждалих мешканців. Щоб запобігти поширенню лихоманки Денге, чиновники відправили епідеміологів до 67 поселень, з 18 мобільних груп та 15 одиниць небулайзера. Через місяць після урагану всі дороги і магістралі, постраждалі від урагану, були відкриті для транспорту.